# Eudes I de Borgoña
Eudes I de Borgoña (c.1058-Tarso, 23 de marzo de 1103), fue un príncipe de sangre francés.

## Vida
Era hijo de Enrique de Borgoña y Sybille de Barcelona. Sucede a su hermano Hugues como duque de Borgoña desde 1079 hasta su muerte con 41o 42 años.
Ayuda al rey de Francia, Felipe I, en su lucha contra Hugues du Puiset en 1078. En 1087, se marcha para luchar contra los moros en España y participa en la toma de Toledo. Violento y brutal, los cronistas de su época lo describen como un bandido que rescata a los que pasan por sus estados.
No parece haber participado en la Primera Cruzada.

### Matrimonio e hijos
Se casó en 1080 con Sibylle o Mathilde también conocida como Mahault de Borgoña, hija de Guillermo I de Borgoña, apodada Tête Hardie, conde palatino de Borgoña, conde de Viena y conde de Mâcon, que era su prima hermana y tuvo dificultades para obtener una dispensa de Roma. Tuvieron hijos: 
- Florina de Borgoña.
- Elena de Borgoña.
- Hugo II, duque de Borgoña.[1]
- Enrique (fallecido en 1131), sacerdote.
- Emma de Borgoña (1082-1120).
- Alix de Borgoña (1102-1142).

En 1098 donó un terreno para la fundación de la Abadía de Císter. Luego se marchó a la cabeza de 100.000 cruzados, se unió a los condes Esteban II de Blois y Hugo I de Vermandois. Murió en Tarso en Cilicia el 23 de marzo de 1103. Su cuerpo fue llevado a la abadía de Cister como lo había solicitado antes de su partida y primero fue enterrado en el cementerio religioso, luego fue transportado a la tumba de la capilla de los duques que se veía al entrar por la derecha. La tumba tenía cuatro metros de alto, bajo un arco de piedra con un epitafio grabado en el friso de la tumba con su nombre y el de sus dos sucesores.